# Riu Sado
El Sado és un riu portuguès que neix a 230 m d'altitud, a la Serra da Vigia i travessa 180 km fins a desembocar a l'oceà Atlàntic, prop de Setúbal.
Durant el seu trajecte passa per Alcácer do Sal. És dels pocs rius d'Europa que corre de sud cap a nord, tal com el riu Mira (Odemira, Alentejo).

trajecte del riu